# 10591 Caverni
10591 Caverni è un asteroide della fascia principale. Scoperto nel 1996, presenta un'orbita caratterizzata da un semiasse maggiore pari a 2,6241683 UA e da un'eccentricità di 0,0161115, inclinata di 3,95057° rispetto all'eclittica.